# Tabaré Aguerre

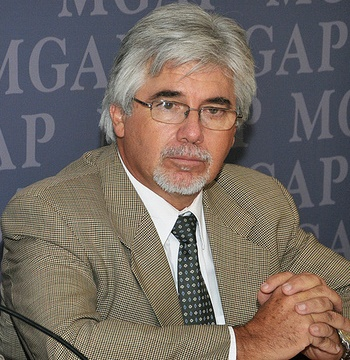
Tabaré Aguerre (2013)

Tabaré Aguerre Lombardo (* 12. April 1957 in Montevideo) ist ein uruguayischer Politiker und  Agrar-Ingenieur.
Geboren in Montevideo, Ecke Garibaldi und Montecaseros, führte Aguerres Bildungsweg über die Escuela 88 und das Liceo 8 zum Instituto Preparatorio Universitario. Ab 1975 studierte er an der agrarwissenschaftlichen Fakultät (Facultad de Agronomía) der Universidad de la República. Während dieser Zeit arbeitete er unter anderem für kurze Zeit in der Banco de Previsión Social sowie der UTU von Fray Bentos. Sein Studium schloss er 1980 als Agraringenieur ab. Im selben Jahr heiratete der die Psychologin Ana Luisa Cazes, mit der er drei Töchter und einen Sohn hat. Anschließend war er ab März 1981 in Bella Unión bei CALNU tätig und lebte bis 1998 in dieser Stadt.
Der als Parteiunabhängiger der Frente Amplio angehörige, seit 1998 in Salto wohnhafte Aguerre trat am 1. März 2010 das Amt des Landwirtschaftsministers von Uruguay an, das er seither ausübt. Zudem stand er von 2007 bis 2009 als Präsident an der Spitze der Asociación de Cultivadores de Arroz (ACA), innerhalb derer er bereits zwischen 1988 und 2006 als Führungsmitglied und Vizepräsident wirkte. Ferner ist er als Reisfarmer tätig. Als solcher unterhält er einen eigenen landwirtschaftlichen Betrieb in der Region Valentín im Departamento Salto.